# Championnat d'Asie du Sud féminin de football des moins de 18 ans 2018
Navigation
2020
Le Championnat d'Asie du Sud féminin de football des moins de 18 ans 2018 est la première édition de cette compétition, organisée par la Fédération d'Asie du Sud de football (SAFF). Elle se déroule du 28 septembre au 7 octobre 2018 au Bhoutan, dans la ville de Thimphou au Stade Changlimithang.
il est remporté par le Bangladesh qui s'impose en finale sur le score d'un but à zéro face au Népal.

## Équipes participantes
- Inde
- Népal[2]
- Bangladesh
- Maldives
- Pakistan
- Bhoutan

## Compétition

### Phase de groupes

#### Groupe A
| Équipe   | J | V | N | D | BM | BE | DB  | Pts |
| -------- | - | - | - | - | -- | -- | --- | --- |
| Inde     | 2 | 2 | 0 | 0 | 12 | 0  | +12 | 6   |
| Bhoutan  | 2 | 1 | 0 | 1 | 13 | 4  | +9  | 3   |
| Maldives | 2 | 0 | 0 | 2 | 0  | 21 | -21 | 0   |

| 28 septembre 2018 | Inde                                                    | 4–0 | Bhoutan | Stade Changlimithang, Thimphou |
|                   | Devneta Roy 35e 50e · Manisha 64e · Ashem Roja Devi 67e |     |         |                                |
|                   | (Rapport)                                               |     |         |                                |

| 30 septembre 2018 | Bhoutan | 13–0 | Maldives | Stade Changlimithang, Thimphou |
|                   | Yeshey Bidha 3e 7e · Sonam Choden 16e 41e 44e 86e · Namgyel Den 19e 50e · Galley Wangmo 21e 72e · Suk Maya Galley 35e · Jamyang Choden 67e · Tandin Zangmo 84e |      |          |                                |
|                   | (Rapport) |      |          |                                |

| 2 octobre 2018 | Inde | 8–0 | Maldives | Stade Changlimithang, Thimphou |
|                | Ashem Roja Devi 16e · Karishma Rai 19e · Pakpi Devi 22e (pen.) · Balamurugan Mariyammal 27e · Soni Behra 34e 46e · Sangita Kumari 57e · Jannat Adam 62e |     |          |                                |
|                | (Rapport) |     |          |                                |

#### Groupe B
| Équipe     | J | V | N | D | BM | BE | DB  | Pts |
| ---------- | - | - | - | - | -- | -- | --- | --- |
| Bangladesh | 2 | 2 | 0 | 0 | 19 | 1  | +18 | 6   |
| Népal      | 2 | 1 | 0 | 1 | 13 | 2  | +11 | 3   |
| Pakistan   | 2 | 0 | 0 | 2 | 0  | 29 | -29 | 0   |

| 28 septembre 2018 | Népal | 12–0 | Pakistan | Stade Changlimithang, Thimphou |
|                   | Rekha Paudel 5e 17e 19e 32e 38e 71e 74e · Saru Limbu 47e · Rashmi Kumari Ghising 67e · Alisha Jimba 82e · Manjali Kumari Yonjan 87e · Manisha Raut 92e |      |          |                                |
|                   | (Rapport) |      |          |                                |

| 30 septembre 2018 | Bangladesh | 17–0 | Pakistan | Stade Changlimithang, Thimphou |
|                   | Mossammat Sirat Jahan Shopna 10e 30e 40e 62e 73e 76e 90e · Marzia 7e 13e 22e 71e · Mossammat Mishrat Jahan Moushumi 37e · Akhi Khatun 58e · Krishna Rani Sarkar 74e · Tohura Khatun 87e · Sheuli Azim 32e 69e (pen.) |      |          |                                |
|                   | (Rapport) |      |          |                                |

| 2 octobre 2018 | Bangladesh                                                 | 2–1 | Népal                       | Stade Changlimithang, Thimphou |  |
|                | Mossammat Sirat Jahan Shopna 16e · Krishna Rani Sarkar 32e |     | 90+2e Rashmi Kumari Ghising |                                |  |
|                | (Rapport)                                                  |     |                             |                                |  |

## Phase à élimination directe

### Tournoi final
|  | Demi-finales                        | Demi-finales                        |          |   | Finale                              | Finale                              |
|  | Demi-finales                        | Demi-finales                        |          |   | Finale                              | Finale                              |
|  |                                     |                                     |          |   |                                     |                                     |
|  | 5 octobre, Changlimithang, Thimphou | 5 octobre, Changlimithang, Thimphou |          |   | 7 octobre, Changlimithang, Thimphou | 7 octobre, Changlimithang, Thimphou |
|  | 5 octobre, Changlimithang, Thimphou | 5 octobre, Changlimithang, Thimphou |          |   | 7 octobre, Changlimithang, Thimphou | 7 octobre, Changlimithang, Thimphou |
|  | Inde                                | 1 (1)                               |          |   | 7 octobre, Changlimithang, Thimphou | 7 octobre, Changlimithang, Thimphou |
|  | Inde                                | 1 (1)                               |          |   | 7 octobre, Changlimithang, Thimphou | 7 octobre, Changlimithang, Thimphou |
|  | Népal                               | 1 (3)                               |          |   | 7 octobre, Changlimithang, Thimphou | 7 octobre, Changlimithang, Thimphou |
|  | Népal                               | 1 (3)                               | Népal    | 0 |                                     |                                     |
|  | 5 octobre, Changlimithang, Thimphou |                                     | Népal    | 0 |                                     |                                     |
|  |                                     | Bangladesh                          | 1        |   |                                     |                                     |
|  | Bangladesh                          | Bangladesh                          | 1        | 4 |                                     |                                     |
|  | Bangladesh                          |                                     |          | 4 |                                     |                                     |
|  | Bhoutan                             | 0                                   |          |   |                                     |                                     |
|  | Bhoutan                             | 0                                   | 3e place |   |                                     |                                     |
|  |                                     |                                     |          |   |                                     |                                     |
|  | 7 octobre, Changlimithang, Thimphou |                                     |          |   |                                     |                                     |
|  |                                     |                                     |          |   |                                     |                                     |
|  | Inde                                | 1                                   |          |   |                                     |                                     |
|  | Inde                                | 1                                   |          |   |                                     |                                     |
|  | Bhoutan                             | 0                                   |          |   |                                     |                                     |
|  | Bhoutan                             | 0                                   |          |   |                                     |                                     |

#### Demi-finales
| 5 octobre 2018                                   | Népal                     | 1–1                                                 | Inde              | Changlimithang, Thimphou |  |
|                                                  | Rashmi Kumari Ghising 15e |                                                     | 62e Jabamani Tudu |                          |  |
|                                                  | (Rapport)                 |                                                     |                   |                          |  |
| Rekha Poudel · Puja Rana · Anjana Rani Magar · ? | Tirs au but 3 - 1         | Devnata Roy · Asha Kumari · Jabamani Tudu · Manisha |                   |                          |  |

| 5 octobre 2018 | Bangladesh                                                                                   | 4–0 | Bhoutan | Stade Changlimithang, Thimphou |
|                | Sanjida Akther 2e · Mishrat Jahan Moushumi 45+3e · Krishna Rani Saker 60e · Shamsunnahar 86e |     |         |                                |
|                | (Rapport)                                                                                    |     |         |                                |

### Match pour la troisième place
| 7 octobre 2018 | Inde            | 1–0 | Bhoutan | Stade Changlimithang, Thimphou, Bhoutan |
|                | Devneta Roy 72e |     |         |                                         |
|                | (Rapport)       |     |         |                                         |

### Finale
| 7 octobre 2018, | Bangladesh        | 1–0 | Népal | Stade Changlimithang, Thimphou, Bhoutan |
|                 | Masura Pravin 49e |     |       |                                         |
|                 | (Rapport)         |     |       |                                         |

## Classement des buteurs
| 8 buts - Mossammat Sirat Jahan Shopna 7 buts - Rekha Paudel 4 buts - Marzia - Sonam Choden 3 buts - Srimoti Krishna Rani Sarker - Devneta Roy - Rashmi Kumari Ghising 2 buts - Sheuli Azim - Mossammat Mishrat Jahan - Yeshey Bidha - Namgyel Den - Galley Wangmo - Ashem Roja Devi - Soni Behra | 1 but - Moushumi Mossammat Akhi Khatun - Tohura Khatun - Sanjida Akhter - Shamsunnahar - Masura Pravin - Suk Maya Galley - Jamyang Choden - Tandin Zangmo - Manisha - Karishma Rai - Yumlembam Pakpi Devi - Balamurugan Mariyammal - Sangita Kumari - abamani Tudu - Saru Limbu - Alisha Jimba - Manjali Kumari Yonjan - Manisha Raut |